# Cayce
Cayce – miasto w Stanach Zjednoczonych, w stanie Karolina Południowa, w hrabstwie Lexington.